# Eranthemum punctatum
Eranthemum punctatum är en akantusväxtart som beskrevs av Christian Gottfried Daniel Nees von Esenbeck. Eranthemum punctatum ingår i släktet Eranthemum och familjen akantusväxter. Inga underarter finns listade i Catalogue of Life.